# مارادی
مارادی (به ایتالیایی: Marradi) یک کومونه در ایتالیا است که در استان فلورانس واقع شده‌است.

## خصوصیات
مارادی ۱۵۳٫۹ کیلومترمربع مساحت و ۳٬۵۰۴ نفر جمعیت دارد و ۳۲۸ متر بالاتر از سطح دریا واقع شده‌است.